# Harald Berglund
Harald Berglund, född 31 mars 1904 i Stockholm, död 23 november 1980 i Skärholmen, var en svensk filmfotograf.
Berglund anställdes som fotoassistent av Ragnar Ring på 1920-talet; därefter arbetade han vid Svensk Filmindustri  för att i mitten på 1930-talet bli chefsfotograf vid Europafilm. Han belönades 1946 med Afton-Tidningens utmärkelse Charlie för bästa foto i Blod och eld.
Harald Berglund är begravd på Skogskyrkogården i Stockholm.

## Filmfoto i urval
- 1949 – Boman får snurren
- 1948 – Var sin väg
- 1947 – Får jag lov, magistern!
- 1947 – Det vackraste på jorden
- 1946 – Åsa-Hanna
- 1946 – Barbacka
- 1945 – Blod och eld
- 1944 – Skeppar Jansson
- 1944 – Hemsöborna
- 1944 – Vår Herre luggar Johansson
- 1943 – En flicka för mej
- 1942 – Fallet Ingegerd Bremssen
- 1942 – Sol över Klara
- 1942 – Stinsen på Lyckås
- 1941 – Soliga Solberg
- 1940 – Hennes melodi
- 1940 – Den blomstertid
- 1939 – Frun tillhanda
- 1938 – I nöd och lust
- 1938 – Vi som går scenvägen
- 1936 – Kvartetten som sprängdes
- 1936 – Våran pojke
- 1935 – Ungdom av idag
- 1935 – Tjocka släkten
- 1934 – Äventyr på hotell
- 1933 – Op med hodet!